# Polje Šćitovo
Polje Šćitovo je naseljeno mjesto u općini Fojnica, Federacija Bosne i Hercegovine, BiH.
Nalazi se uz Fojničku rijeku, oko 5 kilometara nizvodno i istočno od Fojnice.

## Stanovništvo

### 1991.
Nacionalni sastav stanovništva 1991. godine, bio je sljedeći:
ukupno: 282
- Hrvati - 218
- Muslimani - 51
- Jugoslaveni - 13

### 2013.
Nacionalni sastav stanovništva 2013. godine, bio je sljedeći:
ukupno: 257
- Bošnjaci - 191
- Hrvati - 56
- ostali, neopredijeljeni i nepoznato - 10

## Vanjske poveznice
- Satelitska snimka  Arhivirana inačica izvorne stranice od 5. ožujka 2021. (Wayback Machine)